# Auguste Mariette

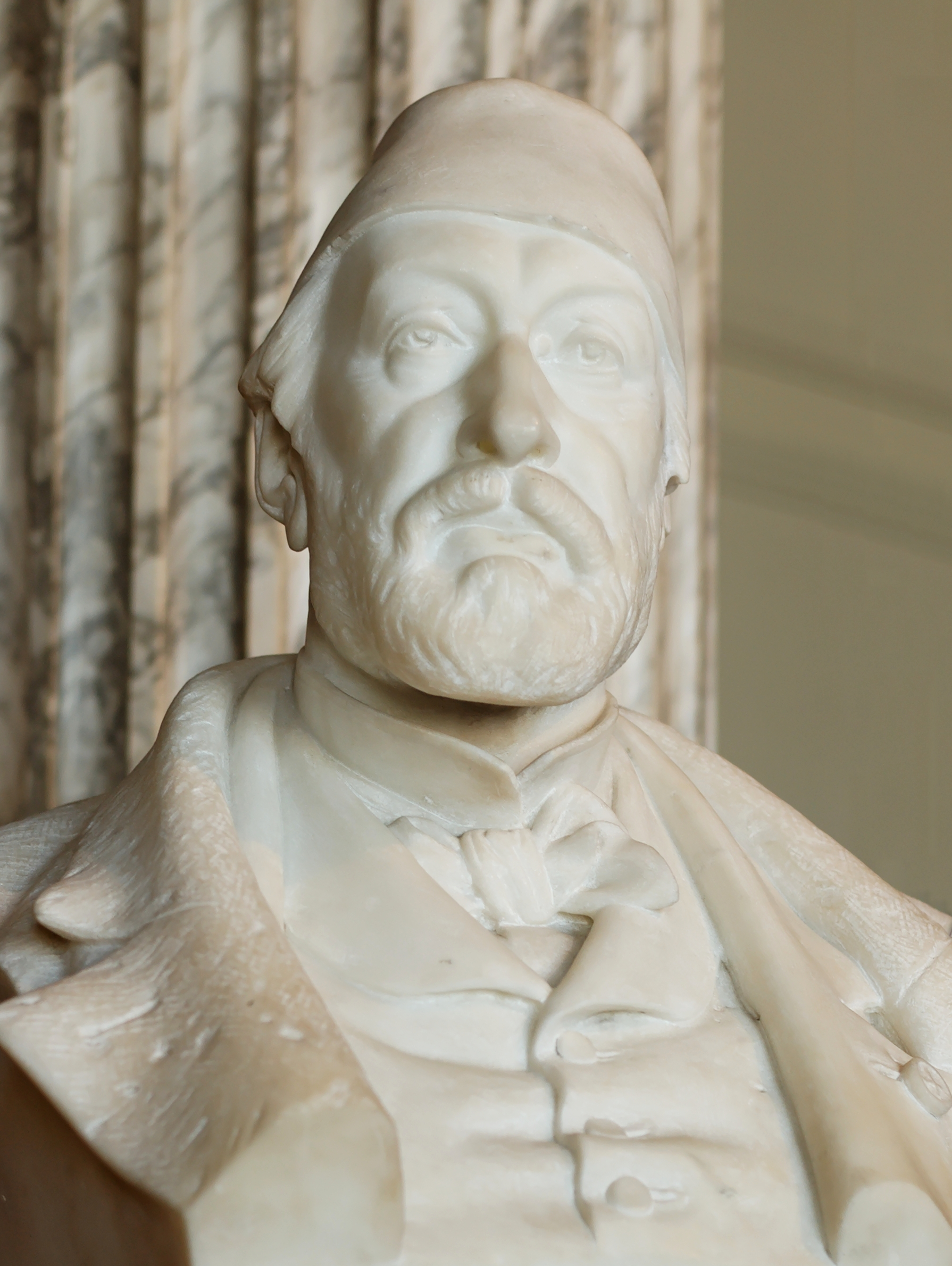
Busto de Mariette en el Departamento de Antigüedades egipcias del museo del Louvre.

Françoise Auguste Ferdinand Mariette (Boulogne-sur-Mer, 11 de febrero de 1821 - El Cairo, 19 de enero de 1881) fue un egiptólogo y arqueólogo francés.

## Biografía
Mariette impartió clases de francés y dibujo en Stratford, Inglaterra, entre 1839 y 1840; ejerció de diseñador en Coventry en 1841; profesor del colegio de Boulogne en 1841, se apasiona por la egiptología, visitando la Galería egipcia del Museo de Boulogne y clasificando las notas que Nestor L' Hôte recogió en su viaje con la misión franco-toscana sobre la tierra de los faraones. Para describir su pasión, declaró: 

Entré en Egipto por una momia del museo de Boulogne. El pato egipcio es un animal peligroso: un picotazo te inocula el veneno y eres egiptólogo para toda la vida.

Aprende escritura jeroglífica e idioma copto y, renunciando al profesorado, entra como empleado en el Museo del Louvre (ex Charles X), aceptando un trabajo ingrato y mal remunerado. Observado por Emmanuel de Rougé y Charles Lenormant, fue enviado a Egipto en 1850, financiado por el Louvre, para adquirir manuscritos coptos.
El propósito no se realizó y utilizó los fondos para excavar en Saqqara, después de haber admirado la llanura desde las defensas de El Cairo, teniendo ante sus ojos el espectáculo de las pirámides, del Nilo, de la llanura de Saqqara. 

Estaban allí, casi al alcance de mi mano, todo un mundo de enterramientos, estelas, inscripciones, estatuas
¿qué más podía pedir?

Transitando por la meseta de Saqqara observó, surgiendo de la arena, la cabeza de una esfinge; pensó entonces en la descripción, hecha por Estrabón, de una avenida (dromos) con más de ciento cuarenta esfinges, conduciendo al Serapeum (el lugar había sido previamente visitado y dibujado por Richard Pococke c. 1738).
El viajero griego afirmaba que se encontraba en Menfis: 

...un templo de Serapis en un lugar tan desértico que allí los vientos formaban montones de arena bajo los cuales vimos esfinges enterradas, unas a la mitad, otras hasta la cabeza...

El resultado fue inmediato, se desenterraron algunas esfinges, así como una estatua de bella factura: el Escriba (el 1º de noviembre de 1850), una de las principales estatuas del departamento egipcio del Louvre. Descubrió y excavó, desde 1851 hasta 1854, el Serapeum de Menfis; también numerosas mastabas datadas en el Imperio Antiguo. 
En 1857 volvió de nuevo a Egipto y conoció a Ferdinand de Lesseps; este último apreció el interés de Mariette respecto el destino de las antigüedades. Por esto le presentó a Saïd Pacha. 

Nos incumbe velar con cuidado por los monumentos ¿En quinientos años, Egipto estará aún en condiciones de mostrar a los eruditos que lo visiten éstos tal como los vemos hoy?

Excavó en Dra Abu el-Naga (Tebas) y encontró el sarcófago intacto de Ahmose, quien reinó hasta 1567 a. C. y puso fin a la dinastía de reyes invasores Hicsos, con la toma de Avaris. 
Mariette fue nombrado director de antigüedades por el jedive Abbas, en 1858. Fundó y dirigió el Museo de Boulaq, precedente del Museo Egipcio de El Cairo.
A partir de junio de 1858, sobre la margen del Nilo opuesta a Luxor, no lejos del lugar donde había exhumado el sarcófago de Kamose, su equipo, dirigido por Maunier, descubrió el de su esposa, Ahhotep, así como los muebles y las suntuosas joyas que lo acompañaban. 
En ausencia del egiptólogo francés, las autoridades egipcias abrieron el sarcófago, "estabilizaron" la momia y conservaron las joyas y objetos encontrados que expidieron, vía el Nilo, con destino a El Cairo. El director general de antigüedades interceptó el convoy fluvial, recuperó las cajas, y compareció ante Saïd Pacha, que reservó una parte para su uso personal. 
En 1860, descubre y trabaja en el templo de Edfu que hace desenterrar. 
En la Exposición Universal de París de 1867, las joyas de Ahhotep se exponen en París y la emperatriz Eugénia tuvo deseos de poseer algunas, hasta el punto que las pidió a Ismail Pacha, que lo refirió al director del Museo de Boulaq. Mariette se opuso a la voluntad imperial, lo que le creó grandes preocupaciones. 
Permanece en Egipto a la espera de la inauguración de la ópera Aida, de Giuseppe Verdi, cuyo tema habría sugerido y que debía representarse en 1871, pero debido a la guerra en Europa y la derrota de Sedan, la fecha se pospuso al año siguiente.
Durante este tiempo, los obreros, que retiraban la estela de unos miembros de la familia real, datada del Imperio Antiguo, descubrieron la entrada de un pozo, y uno de ellos penetró en la galería, vela en mano, y reapareció lívido: acababa de cruzarse con la brillante mirada de dos personas que lo observaban fijamente; cuando Daninos fue a ver lo que era, se encontró ante las estatuas de Rahotep y Nofret que fueron así a incorporarse al museo de Boulaq. 
Mariette tenía en 1872, bajo su dirección, 2780 obreros trabajando en Egipto; encontró y trasladó unos 15.000 objetos de numerosos lugares en Egipto y Nubia. Excavó unas 300 tumbas en Saqqara y Guiza. 
Fue nombrado miembro de la Academia de Inscripciones y Bellas-Letras en 1878. Enfermó gravemente, a causa de su diabetes, y fallece el 18 de enero de 1881, en El Cairo, donde fue enterrado. Los egipcios, agradecidos, erigieron una estatua de Auguste Mariette en los jardines del museo egipcio de El Cairo.

## Obras
Sus principales obras son: El Serapeum de Menfis (1857-1864), Abidos (1870-1879), Los papiros egipcios del museo de Bulaq (1871-1873), Dendera (1873-1875), Karnak (1875), Deir el Bahari (1876), Las mastabas del imperio antiguo (publicado después de su muerte, bajo la supervisión de G. Maspéro)